# NGC 143
NGC 143 је спирална галаксија у сазвежђу Кит која се налази на NGC листи објеката дубоког неба.
Деклинација објекта је - 22° 33' 36" а ректасцензија 0h 31m 15,5s. Привидна величина (магнитуда) објекта NGC 143 износи 14,5 а фотографска магнитуда 15,3. NGC 143 је још познат и под ознакама ESO 473-22, MCG -4-2-15, AM 0028-225, PGC 1911.